# Orestes subcylindricus

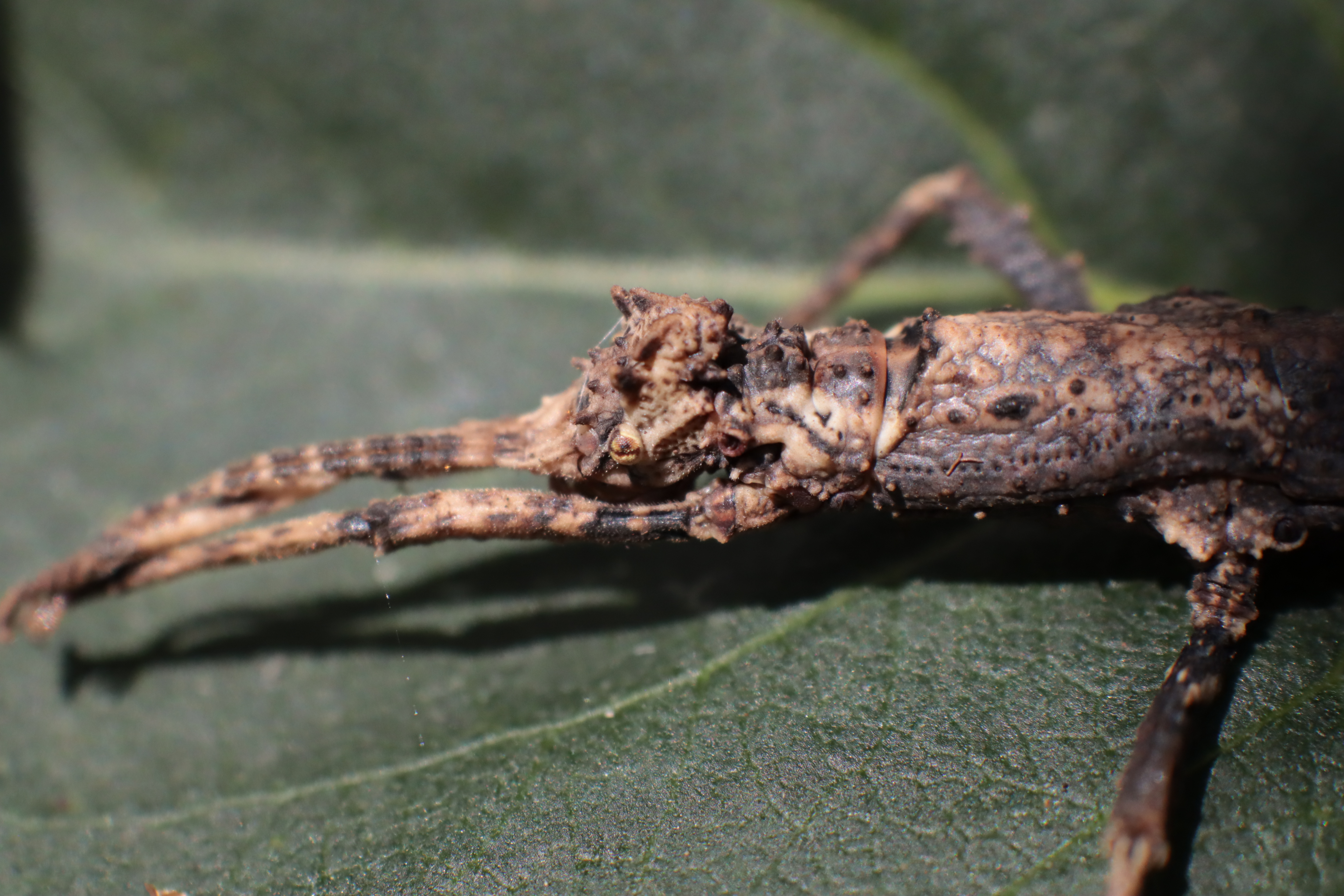
Porträt eines Weibchens vom Zuchtstamm aus Mau Son

Orestes subcylindricus ist ein Vertreter der zu den Gespenstschrecken zählenden Gattung Orestes.

## Merkmale
Mit einer Größe von 39 bis gut 43 mm Länge im männlichen und 47 bis gut 54 mm Länge im weiblichen Geschlecht gilt die Art als eine der größten der Gattung. Lediglich die Vertreter von Orestes bachmaensis erreichen annähernd diese Größe. Bei Orestes botot können die Männchen mit 44 bis 45 mm etwas größer werden, während deren Weibchen mit etwa 50 mm etwas kleiner bleiben als die von Orestes subcylindricus. Beide Geschlechter tragen einen stark ausgeprägten aber unterschiedlich strukturierten Kamm auf dem Kopf.
Männchen sind wie die der meisten Vertreter der Gattung fast einfarbig mittel- bis dunkelbraun gefärbt. Vor und hinter den Augen befinden sich meist paarweise angeordnete, deutliche Stacheln, die eine artspezifische Ausprägung zeigen (Siehe auch Acanthotaxie der Heteropterygidae). Die drei Paar Occipitalstachel sind wie folgt ausgebildet. Die vorderen Supraantenalen sind als deutliche, aber kleine Stacheln ausgebildet und leicht nach außen gerichtet. Die beiden dahinterliegenden Paare der vorderen und hinteren Supraoccipitale sind kleiner, wobei das vordere Paar das kleinere ist. Der Scheitel ist angehoben. Das hinter den Augen liegende Paar der Supraorbitalen ist seitlich zusammengedrückt und dreieckig. Die dahinter befindlichen vorderen Coronalen sind seitlich stark abgeflacht, lamellenartig und etwa so hoch wie die Supraorbitalen. Der dahinter gelegene mittige Stachel (Centralcoronale) ist konisch und etwa so groß wie die dahinter befindlichen hinteren Coronalen. Diese und die seitlich davon liegenden lateralen Coronalen sind als kleine konische Tuberkel ausgebildet. Beginnend hinter den Augen reicht je eine deutliche Kante (postoculare Carina) bis zum Hinterrand des Kamms, wo sie in einem konischen Tuberkel endet. Die Augen sind relativ klein, kreisförmig und stark halbkugelförmig vorstehend. Die Fühler sind kürzer als die Beine und bestehen aus 23 Segmenten. Neben der Ausprägung der Strukturen auf dem Kopf ist die Ausbildung des vierten Tergits des Abdomens arttypisch. Es ist nach hinten zur Mitte erhöht und auf seiner Oberseite sind zwei deutliche Tuberkel zu finden.
Weibchen sind relativ langgestreckt und ihre Färbung wird von Beige- und Brauntönen dominiert. Sie wird von Mustern aus fast weißen, dunkelbraunen und schwarzen Flecken ergänzt, die mit zunehmendem Alter an Kontrast verlieren, bis die Tiere fast einfarbig braun sind. Der auf dem Kopf befindliche Kamm ist deutlich ausgeprägt und erhoben. Die Supraantenalen sind kurz und konisch. Die vorderen Supraoccipitalen sind als kleine konische Buckel ausgebildet, die hintere Supraoccipitalen sind kleiner. Der Scheitel ist deutlich erhöht. Die Supraorbitalen sind seitlich stark zusammengedrückt und lamellenartig. Die vorderen Coronalen sind seitlich zusammengedrückt und in Richtung der Supraorbitalen lamellenartig gestaltet. Die Centralecoronale ist nur undeutlich vorhanden. Die hinteren und seitlichen Coronalen sind als konische Tuberkel ausgebildet. Zwischen den seitlichen Coronalen und den Supraorbitalen befindet sich eine Reihe von Tuberkeln. An der Seite des Kamms sind weitere Tuberkel zwischen den seitlichen und vorderen Coronalen vorhanden. Die postoculare Carina ist deutlich ausgebildet und ihre Spitze ist als dreieckiger Tuberkel erkennbar. Die Augen sind wie bei den Männchen relativ klein, kreisförmig und halbkugelförmig vorstehend. Die aus 25 Segmenten bestehenden Fühler sind länger als die Beine. Neben den beschriebenen Strukturen auf dem Kopf ist für die Weibchen von Orestes subcylindricus die ausgeprägte Bedornung der Beine charakteristisch. Außerdem sind die Seitenränder des vierten und fünften Tergits des Abdomens annähernd parallel. Der auf dem neunten Hinterleibstergit hinten mittig befindliche Kamm ist deutlich eingekerbt.

## Vorkommen und Lebensweise
Die Art ist bisher nur aus dem Norden Vietnams also dem ehemals als Tonkin bezeichneten Teil des Landes bekannt. Der Holotypus wurde nahe der chinesischen Grenze am Mount Mẫu Sơn in der Provinz Lạng Sơn auf 600 bis 900 m Höhe gesammelt. Ein 1927 in der Provinz Hòa Bình gesammeltes Männchen, welches im Muséum national d’histoire naturelle in Paris hinterlegt ist, wird ebenfalls dieser Art zugerechnet. Weitere Tiere sind ab 2010 im Ngo Luong Naturschutzgebiet (ebenfalls Provinz Hòa Bình), im Nationalpark Cúc Phương in der Provinz Ninh Bình und im Tay Yen Tu Naturschutzgebiet in der Provinz Bắc Giang gesammelt worden.
Die nachtaktiven Tiere sind wie alle Vertreter der Gattung zu einer nahezu perfekten Phytomimese in der Lage, indem sie Beine und Antennen längs zum Körper ausrichten und so kaum von einem kurzen abgebrochenen Ast zu unterscheiden sind. Die einzeln abgelegten, braunen Eier sind 4 mm lang, 3,1 mm breit, 3,5 mm hoch und haben an Eikapsel und Deckel 0,3 Millimeter lange Haare.

## Taxonomie und Systematik
Josef Redtenbacher beschrieb die Art 1906 anhand einer von Hans Fruhstorfer am Mount Mauson (korrekt Mount Mẫu Sơn) gesammelten weiblichen Nymphe unter dem Namen Dares subcylindricus. Dieses Tier ist als Holotypus im Naturhistorischen Museum Wien hinterlegt. Oliver Zompro erkannte 2004 die Nähe zur Gattung Orestes. Allerdings stellte er die Art gemeinsam mit Orestes verruculatus, der ebenfalls von Redtenbacher 1906 beschriebenen Typusart der Gattung Orestes, als Synonym zur älteren Datames mouhotii. Gleichzeitig kombinierte er deren Artnamen mit dem Gattungsnamen Orestes zu Orestes mouhotii. Während der Holotypus von Orestes verruculatus, ebenfalls eine weibliche Nymphe, den für Orestes mouhotii-Weibchen typischen flachen Kopf hat, ist das beim Holotypus von Orestes subcylindricus nicht der Fall. Joachim Bresseel und Jérôme Constant erkannten 2018 Zompros Irrtum und revalidisierten die Art und überstellten sie formell in die Gattung Orestes (comb. nov.). Außerdem beschrieben sie die Weibchen ausführlich auch hinsichtlich der Strukturen auf der Körperoberfläche (Acanthotaxie), sowie erstmals auch Männchen und Eier dieser Art anhand von ihnen in den Jahren 2010 bis 2016 gesammelter Tieren. Weiterhin identifizierten sie das 1927 gesammelte und in Paris hinterlegte Männchen als Orestes subcylindricus.
Wie molekulargenetische Untersuchungen von Sarah Bank et al. zeigen, bildet Orestes subcylindricus gemeinsam mit Orestes guangxiensis, Orestes bachmaensis und einer noch unbeschriebene Art aus dem 'Nationalpark Ba Bể 'eine Klade innerhalb der monophyletischen Gattung Orestes.

## Terraristik
Ein seit 2011 sexuell in Zucht befindlicher Stamm aus dem Nationalpark Cúc Phương wurde zunächst dieser Art zugeordnet. Der zunächst als Pylaemenes sp. 'Cuc Phuong' oder Pylaemenes sp. 2 'Cuc Phuong' bezeichnete Zuchtstamm dieser Art geht auf sechs Männchen und vier Weibchen zurück, die Joachim Bresseel und Jérôme Constant im Juli 2011 im vietnamesischen im Nationalpark Cúc Phương gesammelt hatten. Einige der gesammelte Tiere überließen sie Rob Krijns, welcher die Art erfolgreich vermehren konnte. Seit der Identifizierung der Art, wird der Zuchtstamm unter Angabe des Fundortes als Orestes subcylindricus 'Cuc Phuong' bezeichnet. Wie Bresseel 2023 mitteilte, irrte er sich bei der Identifizierung dieser Tiere. Die eigentliche Orestes subcylindricus hat er erst 2021 am Typusfundort der Art in Mau Son in wiederentdeckt. Diese Tiere sind seither parthenogenetisch als Orestes subcylindricus 'Mau Son' in Zucht.
Die Haltung und Nachzucht von Orestes subcylindricus ist vergleichsweise einfach. Gefressen werden unter anderem Blätter von Brombeeren oder anderen Rosengewächsen.